# Emergency! (Album)

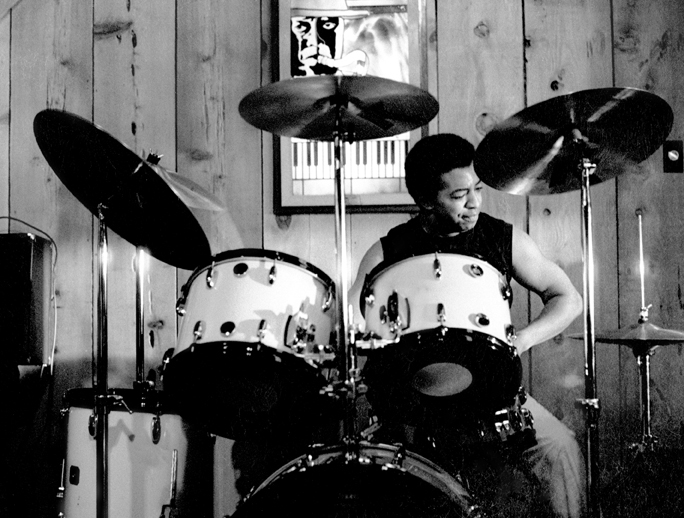
Tony Williams

Emergency! ist das Debüt-Doppelalbum der US-amerikanischen Jazz-Fusiongruppe The Tony Williams Lifetime, bestehend aus dem US-amerikanischen Schlagzeuger Tony Williams, dem britischen Gitarristen John McLaughlin und dem US-amerikanischen Organisten Larry Young.

## Album
Die Aufnahme von Emergency! erfolgte am 26. und 28. Mai 1969 in den Olmstead Sound Studios in New York City. Das Album wurde 1969 von Polydor Records und Polygram Records als Langspielplatte veröffentlicht. 1991 erfolgte eine Wiederveröffentlichung des Albums auf CD bei Polygram Records und 1997 bei Verve Records.
Emergency! war eine der ersten bedeutenden Jazz-Fusion-Aufnahmen und gehört zu den wegweisenden, einflussreichen und innovativen Alben im Fusion-Bereich. Außerdem machte es John McLaughlin beim amerikanischen Publikum bekannt.

## Titelliste
- The Tony Williams Lifetime: Emergency (Polydor – 25-3001)[1]

Seite 1
1. Emergency (Williams) – 9:37
2. Beyond Games (Williams) – 8:19

Seite 2
1. Where (McLaughlin) – 12:11
2. Vashkar (Carla Bley) – 5:01

Seite 3
1. Via the Spectrum Road (McLaughlin, Williams) – 7:51
2. Spectrum (McLaughlin) – 8:52

Seite 4
1. Sangria for Three (Williams) – 13:08
2. Something Spiritual (Dave Herman) – 5:40

## Mitwirkende

### Musiker und Instrumente
- John McLaughlin – Elektrische und akustische Gitarre
- Tony Williams – Schlagzeug, Gesang
- Larry Young – Orgel

### Produktionsstab
- Elaine Gongora – Covergestaltung
- James Isaacs – Linernotes
- Monte Kay – Produzent
- Jack Lewis – Produzent
- Sid Maurer – Art Director, Photographie
- Joseph M. Palmaccio – Digital Mastering, Editing
- Gene Radice – Aufnahmetechnik, Mixing

## Rezeption
In einer zeitgenössischen Rezension für The Village Voice nannte Robert Christgau das Album „ein Mordsding“ und bejubelte Williams als „wohl besten Schlagzeuger der Welt“. J. D. Considine wertet das Album im The Rolling Stone Album Guide (1992) mit 4,5 von fünf Sternen. Für ihn begann Fusion mit dem Album Emergency!, bei dem John McLaughlin angeblich erstmals die Chance hatte, Jazz und Rock zu kombinieren. In seinem retrospektiven Review für Allmusic fand Leo Stanley, dass das Album „die Grenzen zwischen Jazz und Rock“ mit seinen „dichten, abenteuerlichen, unvorhersehbaren Klanglandschaften“ zerschmettert und wertete das Album mit fünf von fünf Sternen. Dennis Polkow von der Chicago Tribune schrieb, dass trotz der fraglichen Klangqualität des Albums die Musik eine „Energie und einen Geist“ hat, die im Fusion noch nie übertroffen wurden. Für Hernan M. Campbell von Sputnikmusic.com ist das Album „unbestreitbar eine der bedeutendsten Anstrengungen, die dazu beigetragen haben, Jazzmusik auf die nächste Stufe zu heben.“ Weniger begeistert sind Richard Cook und Brian Morton in The Penguin Guide to Jazz, die das Album nur mit 3,5 von 5 Sternen werten.